# League of Legends Champions Korea 2024
A League of Legends Champions Korea 2024 ou LCK 2024 foi a 13ª edição da liga coreana profissional (LCK) do esporte eletrônico em arena de batalha multijogador em linha League of Legends. A temporada é dividida em duas etapas, Spring (Etapa de Primavera) e Summer (Etapa de Verão).  
A 13ª edição da LCK foi o evento de esporte eletrônico mais assistido no ano e batendo recordes de audiência na final do torneio. 
A etapa de primavera ocorreu entre 17 de janeiro – 14 de abril de 2024 e teve como campeão a Gen.G que venceu a T1 na final dos Playoffs por 3–2, conquistando seu 5º título.
A etapa de verão ocorreu entre 12 de junho e 8 setembro de 2024, onde a Hanwha Life venceu a favorita Gen.G na final por 3–2 e conquistou seu 2º título.

## Formato
- 10 equipes participam;
- Eliminação dupla;
- Partidas em MD3;
- 1º – 6º colocados se classificam para os Playoffs:
  - 1º e 2º colocados classificam direto para as semifinais;
  - 1º colocado escolhe o lado do chaveamento.

## Participantes
| Equipe           | Títulos                                                                            | Última campanha |
| ---------------- | ---------------------------------------------------------------------------------- | --------------- |
| Dplus KIA        | 2020-II, 2021-I, 2021-II                                                           | 5º lugar        |
| DRX              | 2017-II, 2018-I                                                                    | 6º lugar        |
| FearX            |                                                                                    | 7º lugar        |
| Gen.G            | 2014-II, 2022-II, 2023-I, 2023-II                                                  | Campeões        |
| Hanwha Life      | 2016-II                                                                            | 4º lugar        |
| KT Rolster       | 2014-II, 2018-II                                                                   | 3º lugar        |
| Kwangdong Freecs |                                                                                    | 10º lugar       |
| NS RedForce      |                                                                                    | 9º lugar        |
| OK BRION         | 2013-I                                                                             | 8º lugar        |
| T1               | 2013-III, 2014-I, 2015-I, 2015-II, 2016-I, 2017-I, 2019-I, 2019-II, 2020-I, 2022-I | Vice-campeões   |

A Liiv SANDBOX foi renomeada para FearX.

## Etapa de Primavera

### Etapa Regular
| Pos. | Acr. | Equipe              | V  | D  | Apr. | Seq. | Qualificação                          |
| ---- | ---- | ------------------- | -- | -- | ---- | ---- | ------------------------------------- |
| 1    | GEN  | Gen.G               | 17 | 1  | 94%  | 11V  | Classifica para Rodada 2 dos Playoffs |
| 2    | T1   | T1                  | 15 | 3  | 83%  | 2V   | Classifica para Rodada 2 dos Playoffs |
| 3    | HLE  | Hanwha Life Esports | 15 | 3  | 83%  | 5V   | Classifica para Rodada 1 dos Playoffs |
| 4    | KT   | KT Rolster          | 11 | 7  | 61%  | 1V   | Classifica para Rodada 1 dos Playoffs |
| 5    | DK   | Dplus KIA           | 9  | 9  | 50%  | 4D   | Classifica para Rodada 1 dos Playoffs |
| 6    | KDF  | Kwangdong Freecs    | 7  | 11 | 39%  | 1D   | Classifica para Rodada 1 dos Playoffs |
| 7    | FOX  | FearX               | 6  | 12 | 33%  | 1V   | Eliminado                             |
| 8    | NS   | NS RedForce         | 4  | 14 | 22%  | 1V   | Eliminado                             |
| 9    | DRX  | DRX                 | 3  | 15 | 17%  | 4D   | Eliminado                             |
| 10   | BRO  | OK BRION            | 3  | 15 | 17%  | 5D   | Eliminado                             |

Fonte: LoL Esports

### Playoffs
- O 1º colocado da Etapa Regular (Gen.G), escolheu o segundo chaveamento (vencedor entre KT Rolster e Dplus KIA).

|  |                               |                               |                               |                              |                              |                              |                           |                           |                           |                     |                              |                              |                              |  |  |              |              |              |
|  | Rodada 1                      | Rodada 1                      | Rodada 1                      |                              |                              | Rodada 2 - Chave Superior    | Rodada 2 - Chave Superior | Rodada 2 - Chave Superior |                           |                     | Final da Chave Superior      | Final da Chave Superior      | Final da Chave Superior      |  |  | Grande Final | Grande Final | Grande Final |
|  | Rodada 1                      | Rodada 1                      | Rodada 1                      |                              |                              | Rodada 2 - Chave Superior    | Rodada 2 - Chave Superior | Rodada 2 - Chave Superior |                           |                     | Final da Chave Superior      | Final da Chave Superior      | Final da Chave Superior      |  |  | Grande Final | Grande Final | Grande Final |
|  |                               |                               |                               | Série 4 - 4 de abril de 2024 |                              |                              |                           |                           |                           |                     |                              |                              |                              |  |  |              |              |              |
|  |                               |                               |                               |                              |                              |                              |                           |                           |                           |                     |                              |                              |                              |  |  |              |              |              |
|  | Série 1 - 30 de março de 2024 | Série 1 - 30 de março de 2024 | Série 1 - 30 de março de 2024 | 2º                           | T1                           | 0                            |                           |                           |                           |                     |                              |                              |                              |  |  |              |              |              |
|  | Série 1 - 30 de março de 2024 | Série 1 - 30 de março de 2024 | Série 1 - 30 de março de 2024 | 2º                           | T1                           | 0                            |                           |                           |                           |                     |                              |                              |                              |  |  |              |              |              |
|  | 3º                            | Hanwha Life Esports           | 3                             |                              |                              | V1                           | Hanwha Life Esports       | 3                         |                           |                     | Série 5 - 6 de abril de 2024 | Série 5 - 6 de abril de 2024 | Série 5 - 6 de abril de 2024 |  |  |              |              |              |
|  | 3º                            | Hanwha Life Esports           | 3                             |                              |                              | V1                           | Hanwha Life Esports       | 3                         |                           |                     | Série 5 - 6 de abril de 2024 | Série 5 - 6 de abril de 2024 | Série 5 - 6 de abril de 2024 |  |  |              |              |              |
|  | 6º                            | Kwangdong Freecs              | 0                             |                              |                              |                              |                           |                           | V3                        | Gen.G               | 3                            |                              |                              |  |  |              |              |              |
|  | 6º                            | Kwangdong Freecs              | 0                             |                              |                              |                              |                           |                           | V3                        | Gen.G               | 3                            |                              |                              |  |  |              |              |              |
|  |                               |                               |                               | Série 3 - 3 de abril de 2024 | Série 3 - 3 de abril de 2024 | Série 3 - 3 de abril de 2024 |                           |                           | V4                        | Hanwha Life Esports | 1                            |                              |                              |  |  |              |              |              |
|  |                               |                               |                               | Série 3 - 3 de abril de 2024 | Série 3 - 3 de abril de 2024 | Série 3 - 3 de abril de 2024 |                           |                           | V4                        | Hanwha Life Esports | 1                            |                              |                              |  |  |              |              |              |
|  | Série 2 - 31 de março de 2024 | Série 2 - 31 de março de 2024 | Série 2 - 31 de março de 2024 | 1º                           | Gen.G                        | 3                            |                           |                           |                           |                     |                              |                              |                              |  |  |              |              |              |
|  | Série 2 - 31 de março de 2024 | Série 2 - 31 de março de 2024 | Série 2 - 31 de março de 2024 | 1º                           | Gen.G                        | 3                            |                           |                           |                           |                     |                              |                              |                              |  |  |              |              |              |
|  | 4º                            | KT Rolster                    | 2                             |                              |                              | V2                           | Dplus KIA                 | 2                         |                           |                     |                              |                              |                              |  |  |              |              |              |
|  | 4º                            | KT Rolster                    | 2                             |                              | Série 6 - 7 de abril de 2024 | V2                           | Dplus KIA                 | 2                         |                           |                     |                              |                              |                              |  |  |              |              |              |
|  | 5º                            | Dplus KIA                     | 3                             |                              |                              |                              |                           |                           |                           |                     |                              |                              |                              |  |  |              |              |              |
|  | 5º                            | Dplus KIA                     | 3                             |                              |                              | V5                           | Gen.G                     | 3                         |                           |                     |                              |                              |                              |  |  |              |              |              |
|  |                               |                               |                               |                              |                              |                              |                           |                           |                           |                     |                              |                              |                              |  |  |              |              |              |
|  |                               |                               | V7                            | T1                           | 2                            |                              |                           |                           |                           |                     |                              |                              |                              |  |  |              |              |              |
|  |                               |                               |                               | T1                           | 2                            |                              |                           |                           |                           |                     |                              |                              |                              |  |  |              |              |              |
|  |                               |                               |                               | Rodada 2 - Chave Inferior    | Rodada 2 - Chave Inferior    | Rodada 2 - Chave Inferior    | Rodada 3 - Chave Inferior | Rodada 3 - Chave Inferior | Rodada 3 - Chave Inferior |                     |                              |                              |                              |  |  |              |              |              |
|  |                               |                               |                               | Rodada 2 - Chave Inferior    | Rodada 2 - Chave Inferior    | Rodada 2 - Chave Inferior    | Rodada 3 - Chave Inferior | Rodada 3 - Chave Inferior | Rodada 3 - Chave Inferior |                     |                              |                              |                              |  |  |              |              |              |
|  |                               |                               |                               |                              |                              |                              |                           |                           |                           |                     |                              |                              |                              |  |  |              |              |              |
|  | Série 7 - 13 de abril de 2024 |                               |                               |                              |                              |                              |                           |                           |                           |                     |                              |                              |                              |  |  |              |              |              |
|  |                               |                               |                               |                              |                              |                              |                           |                           |                           |                     |                              |                              |                              |  |  |              |              |              |
|  | Série 6 - 7 de abril de 2024  | Série 6 - 7 de abril de 2024  | Série 6 - 7 de abril de 2024  | P5                           | Hanwha Life Esports          | 1                            |                           |                           |                           |                     |                              |                              |                              |  |  |              |              |              |
|  | Série 6 - 7 de abril de 2024  | Série 6 - 7 de abril de 2024  | Série 6 - 7 de abril de 2024  | P5                           | Hanwha Life Esports          | 1                            |                           |                           |                           |                     |                              |                              |                              |  |  |              |              |              |
|  | P3                            | Dplus KIA                     | 0                             |                              |                              | V6                           | T1                        | 3                         |                           |                     |                              |                              |                              |  |  |              |              |              |
|  | P3                            | Dplus KIA                     | 0                             |                              |                              |                              | T1                        | 3                         |                           |                     |                              |                              |                              |  |  |              |              |              |
|  | P4                            | T1                            | 3                             |                              |                              |                              |                           |                           |                           |                     |                              |                              |                              |  |  |              |              |              |
|  | P4                            | T1                            | 3                             |                              |                              |                              |                           |                           |                           |                     |                              |                              |                              |  |  |              |              |              |
|  |                               |                               |                               |                              |                              |                              |                           |                           |                           |                     |                              |                              |                              |  |  |              |              |              |

Fonte: LoL Esports

### Etapa de Verão

#### Etapa Regular

##### Tabela de classificação
| Pos. | Acr. | Equipe              | V  | D  | Apr. | Seq. | Qualificação                          |
| ---- | ---- | ------------------- | -- | -- | ---- | ---- | ------------------------------------- |
| 1    | GEN  | Gen.G               | 17 | 1  | 94%  | 11V  | Classifica para Rodada 2 dos Playoffs |
| 2    | T1   | T1                  | 15 | 3  | 83%  | 2V   | Classifica para Rodada 2 dos Playoffs |
| 3    | HLE  | Hanwha Life Esports | 15 | 3  | 83%  | 5V   | Classifica para Rodada 1 dos Playoffs |
| 4    | KT   | KT Rolster          | 11 | 7  | 61%  | 1V   | Classifica para Rodada 1 dos Playoffs |
| 5    | DK   | Dplus KIA           | 9  | 9  | 50%  | 4D   | Classifica para Rodada 1 dos Playoffs |
| 6    | KDF  | Kwangdong Freecs    | 7  | 11 | 39%  | 1D   | Classifica para Rodada 1 dos Playoffs |
| 7    | FOX  | FearX               | 6  | 12 | 33%  | 1V   | Eliminado                             |
| 8    | NS   | NS RedForce         | 4  | 14 | 22%  | 1V   | Eliminado                             |
| 9    | DRX  | DRX                 | 3  | 15 | 17%  | 4D   | Eliminado                             |
| 10   | BRO  | OK BRION            | 3  | 15 | 17%  | 5D   | Eliminado                             |

Fonte: LoL Esports

### Playoffs
|  |                                 |                                 |                                 |                                |                                 |                                |                           |                           |                           |             |                                |                                |                                |  |  |              |              |              |
|  | Rodada 1                        | Rodada 1                        | Rodada 1                        |                                |                                 | Rodada 2 - Chave Superior      | Rodada 2 - Chave Superior | Rodada 2 - Chave Superior |                           |             | Final da Chave Superior        | Final da Chave Superior        | Final da Chave Superior        |  |  | Grande Final | Grande Final | Grande Final |
|  | Rodada 1                        | Rodada 1                        | Rodada 1                        |                                |                                 | Rodada 2 - Chave Superior      | Rodada 2 - Chave Superior | Rodada 2 - Chave Superior |                           |             | Final da Chave Superior        | Final da Chave Superior        | Final da Chave Superior        |  |  | Grande Final | Grande Final | Grande Final |
|  |                                 |                                 |                                 | Série 3 - 28 de agosto de 2024 |                                 |                                |                           |                           |                           |             |                                |                                |                                |  |  |              |              |              |
|  |                                 |                                 |                                 |                                |                                 |                                |                           |                           |                           |             |                                |                                |                                |  |  |              |              |              |
|  | Série 1 - 23 de agosto de 2024  | Série 1 - 23 de agosto de 2024  | Série 1 - 23 de agosto de 2024  | 1º                             | Gen.G                           | 3                              |                           |                           |                           |             |                                |                                |                                |  |  |              |              |              |
|  | Série 1 - 23 de agosto de 2024  | Série 1 - 23 de agosto de 2024  | Série 1 - 23 de agosto de 2024  | 1º                             | Gen.G                           | 3                              |                           |                           |                           |             |                                |                                |                                |  |  |              |              |              |
|  | 3º                              | Dplus KIA                       | 3                               |                                |                                 | V1                             | Dplus KIA                 | 0                         |                           |             | Série 5 - 31 de agosto de 2024 | Série 5 - 31 de agosto de 2024 | Série 5 - 31 de agosto de 2024 |  |  |              |              |              |
|  | 3º                              | Dplus KIA                       | 3                               |                                |                                 | V1                             | Dplus KIA                 | 0                         |                           |             | Série 5 - 31 de agosto de 2024 | Série 5 - 31 de agosto de 2024 | Série 5 - 31 de agosto de 2024 |  |  |              |              |              |
|  | 6º                              | FearX                           | 1                               |                                |                                 |                                |                           |                           | V3                        | Gen.G       | 3                              |                                |                                |  |  |              |              |              |
|  | 6º                              | FearX                           | 1                               |                                |                                 |                                |                           |                           | V3                        | Gen.G       | 3                              |                                |                                |  |  |              |              |              |
|  |                                 |                                 |                                 | Série 4 - 29 de agosto de 2024 | Série 4 - 29 de agosto de 2024  | Série 4 - 29 de agosto de 2024 |                           |                           | V4                        | Hanwha Life | 1                              |                                |                                |  |  |              |              |              |
|  |                                 |                                 |                                 | Série 4 - 29 de agosto de 2024 | Série 4 - 29 de agosto de 2024  | Série 4 - 29 de agosto de 2024 |                           |                           | V4                        | Hanwha Life | 1                              |                                |                                |  |  |              |              |              |
|  | Série 2 - 24 de agosto de 2024  | Série 2 - 24 de agosto de 2024  | Série 2 - 24 de agosto de 2024  | 2º                             | Hanwha Life                     | 3                              |                           |                           |                           |             |                                |                                |                                |  |  |              |              |              |
|  | Série 2 - 24 de agosto de 2024  | Série 2 - 24 de agosto de 2024  | Série 2 - 24 de agosto de 2024  | 2º                             | Hanwha Life                     | 3                              |                           |                           |                           |             |                                |                                |                                |  |  |              |              |              |
|  | 4º                              | T1                              | 3                               |                                |                                 | V2                             | T1                        | 0                         |                           |             |                                |                                |                                |  |  |              |              |              |
|  | 4º                              | T1                              | 3                               |                                | Série 8 - 8 de setembro de 2024 | V2                             | T1                        | 0                         |                           |             |                                |                                |                                |  |  |              |              |              |
|  | 5º                              | KT Rolster                      | 1                               |                                |                                 |                                |                           |                           |                           |             |                                |                                |                                |  |  |              |              |              |
|  | 5º                              | KT Rolster                      | 1                               |                                |                                 | V5                             | Gen.G                     | 2                         |                           |             |                                |                                |                                |  |  |              |              |              |
|  |                                 |                                 |                                 |                                |                                 |                                |                           |                           |                           |             |                                |                                |                                |  |  |              |              |              |
|  |                                 |                                 | V7                              | Hanwha Life                    | 3                               |                                |                           |                           |                           |             |                                |                                |                                |  |  |              |              |              |
|  |                                 |                                 |                                 | Hanwha Life                    | 3                               |                                |                           |                           |                           |             |                                |                                |                                |  |  |              |              |              |
|  |                                 |                                 |                                 | Rodada 2 - Chave Inferior      | Rodada 2 - Chave Inferior       | Rodada 2 - Chave Inferior      | Rodada 3 - Chave Inferior | Rodada 3 - Chave Inferior | Rodada 3 - Chave Inferior |             |                                |                                |                                |  |  |              |              |              |
|  |                                 |                                 |                                 | Rodada 2 - Chave Inferior      | Rodada 2 - Chave Inferior       | Rodada 2 - Chave Inferior      | Rodada 3 - Chave Inferior | Rodada 3 - Chave Inferior | Rodada 3 - Chave Inferior |             |                                |                                |                                |  |  |              |              |              |
|  |                                 |                                 |                                 |                                |                                 |                                |                           |                           |                           |             |                                |                                |                                |  |  |              |              |              |
|  | Série 7 - 7 de setembro de 2024 |                                 |                                 |                                |                                 |                                |                           |                           |                           |             |                                |                                |                                |  |  |              |              |              |
|  |                                 |                                 |                                 |                                |                                 |                                |                           |                           |                           |             |                                |                                |                                |  |  |              |              |              |
|  | Série 6 - 1 de setembro de 2024 | Série 6 - 1 de setembro de 2024 | Série 6 - 1 de setembro de 2024 | P5                             | Hanwha Life                     | 3                              |                           |                           |                           |             |                                |                                |                                |  |  |              |              |              |
|  | Série 6 - 1 de setembro de 2024 | Série 6 - 1 de setembro de 2024 | Série 6 - 1 de setembro de 2024 | P5                             | Hanwha Life                     | 3                              |                           |                           |                           |             |                                |                                |                                |  |  |              |              |              |
|  | P3                              | Dplus KIA                       | 1                               |                                |                                 | V6                             | T1                        | 1                         |                           |             |                                |                                |                                |  |  |              |              |              |
|  | P3                              | Dplus KIA                       | 1                               |                                |                                 |                                | T1                        | 1                         |                           |             |                                |                                |                                |  |  |              |              |              |
|  | P4                              | T1                              | 3                               |                                |                                 |                                |                           |                           |                           |             |                                |                                |                                |  |  |              |              |              |
|  | P4                              | T1                              | 3                               |                                |                                 |                                |                           |                           |                           |             |                                |                                |                                |  |  |              |              |              |
|  |                                 |                                 |                                 |                                |                                 |                                |                           |                           |                           |             |                                |                                |                                |  |  |              |              |              |